# Christy (film)
Pour les articles homonymes, voir Christy.
Pour plus de détails, voir Fiche technique et Distribution.
Christy est un film américain réalisé par David Michôd et dont la sortie est prévue en 2025. Il s'agit d'un film biographique sur la boxeuse Christy Martin (en).
Le film sera présenté au festival international du film de Toronto 2025.

## Fiche technique
Sauf indication contraire, les informations mentionnées dans cette section peuvent être confirmées par les bases de données cinématographiques IMDb et Allociné,  présentes dans la section « Liens externes ».
- Titre original : Christy
- Réalisation : David Michôd
- Scénario : Mirrah Foulkes et David Michôd
- Musique : Antony Partos
- Décors : Chad Keith
- Costumes : Christina Flannery
- Photographie : Germain McMicking
- Montage : N/A
- Production : Kerry Kohansky-Roberts, Justin Lothrop, David Michôd, Teddy Schwarzman, Brent Stiefel et Sydney Sweeney

Producteurs délégués : Mirrah Foulkes, John Friedberg, Michael Heimler, Harrison Huffman, David Levine, Ryan Schwartz et Nick Shumaker
- Sociétés de production : Anonymous Content, Yoki Inc., Votiv, Fifty-Fifty Films et Black Bear Pictures
- Société de distribution : N/A
- Budget : anglais
- Pays de production :  États-Unis
- Langue originale : anglais
- Format : couleur
- Genre : drame biographique
- Durée : 135 minutes
- Dates de sortie[1] :
  - Canada : septembre 2025 (festival de Toronto)

## Distribution
- Sydney Sweeney : Christy Martin (en)
- Ben Foster : James V. Martin
- Merritt Wever : Joyce Salters
- Katy O'Brian : Lisa Holewyne
- Ethan Embry : John Salters
- Jess Gabor : Sherry Lusk
- Chad L. Coleman : Don King
- Tony Cavalero : James Maloney

## Production
En mai 2024, il est annoncé qu'un film biographique sur l'ancienne boxeuse professionnelle Christy Martin est en développement, avec David Michôd à la réalisation. Il coécrit par ailleurs le scénario avec Mirrah Foulkes,. Sydney Sweeney est alors confirmée dans le rôle principal et comme productrice. Toujours en mai 2024, il est révélé que le film va être présenté aux acheteurs internationaux au Marché du Film, en marge du festival de Cannes 2024,. Il est précisé que le tournage devrait débuter à l'automne 2024. En septembre 2024, Ben Foster, Merritt Wever, Katy O'Brian, Ethan Embry, Jess Gabor et Chad L. Coleman rejoignent également la distribution.
Le film est produit Kerry Kohansky-Roberts, David Michôd, Justin Lothrop, Brent Stiefel, Sydney Sweeney et Teddy Schwarzman, avec la participation comme producteurs délégués de Michael Heimler, John Friedberg, Mirrah Foulkes, Brad Zimmerman, David Levine, Ryan Schwartz et Nick Shumaker,. Les sociétés de production sont Anonymous Content, Yoki, Inc., Votiv, Fifty-Fifty Films (en) et Black Bear Pictures.
Le tournage débute fin septembre 2024 en Caroline du Nord. Il se déroule notamment à Charlotte et Gastonia. Les prises de vues s'achèvent le 15 novembre 2024.

## Sortie et accueil
En juillet 2025, il est précisé que le film sera présenté en avant-première au festival de Toronto en septembre 2025.